# Falkirk Football Club
Falkirk Football Club é um clube de futebol escocês localizado em Falkirk. Atualmente disputa a Scottish Premier League, a primeira divisão do futebol escocês.

## História
O ano de fundação do time é um assunto controverso, apesar disso, muitos apontam o ano de 1876 como o ano de fundação. O clube rapidamente desenvolveu o apelido de "The Bairns", uma palavra da língua escocesa que quer dizer criança, filho ou filha. Na primeira guerra mundial, um tanque foi adotado como o mascote na época de guerra pelo povo da cidade.
O clube foi admitido na Scottish Football League em 1902 e foi promovido para a antiga First Division em 1905. Antes da Primeira Guerra Mundial, o clube teve uma boa época terminando em segundo na liga em 1908 e 1910 e ganhando a Scottish Cup em 1913. Também ganhou a Scottish Cup em 1957. Em 1922, o clube foi recordista em transferências pagando 5.000 libras pelo jogador Syd Puddefoot, do West Ham.
Na temporada 2024-25 o clube conquistou o acesso a Scottish Premiership, após vencer o Hamilton Academical.

## Títulos
- 2ª Divisão Escócia: 2024-25
- Copa da Escócia: 1912-13, 1956-57,